# Kanton Dieulouard
Dieulouard is een voormalig kanton van het Franse departement Meurthe-et-Moselle. Het kanton maakte deel uit van het arrondissement Nancy tot het op 22 maart 2015 werd opgeheven. Dieulouard werd de hoofdplaats van het op diezelfde dag gevormde kanton Entre Seille et Meurthe, de overige gemeenten werden opgenomen in het kanton Pont-à-Mousson.

## Gemeenten
Het kanton Dieulouard omvatte de volgende gemeenten:
- Blénod-lès-Pont-à-Mousson
- Dieulouard (hoofdplaats)
- Fey-en-Haye
- Jezainville
- Maidières
- Montauville
- Norroy-lès-Pont-à-Mousson
- Pagny-sur-Moselle
- Prény
- Vandières
- Villers-sous-Prény